# Měls mě vůbec rád
Měls mě vůbec rád è l'album di debutto della cantante pop rock ceca Ewa Farna. Il CD ha venduto circa 25 000 copie in Repubblica Ceca ed è stato certificato disco di platino.

## Tracce
1. Měls mě vůbec rád – 3:04
2. Zapadlej krám – 3:24
3. Kočka na rozpálený střeše – 2:32
4. Bez tebe to zkouším – 2:52
5. Klam – 3:34
6. Víkend – 2:45
7. Zavři oči – 3:25
8. Jak motýl – 4:13
9. L.Á.S.K.A. – 3:29
10. Nebojím se – 2:48
11. Jen spát – 3:35
12. Tam gdzie ty – 3:49

## Classifiche
| Classifica (2006)  | Posizione massima |
| ------------------ | ----------------- |
| Czech Albums Chart | 3                 |